# Ferrari Dino 206 SP
La Dino 206 SP è un'autovettura da competizione prodotta dalla Ferrari nel 1965 in un solo esemplare.

## Il contesto
Il modello derivava dalla Dino 166 P. Rispetto però alla vettura antenata, possedeva una carrozzeria aperta tipo barchetta in luogo di un corpo vettura versione berlinetta. Aveva anche in dotazione un motore più potente e con una cilindrata maggiore rispetto a quello montato sulla “Dino 166 P”.
Il propulsore era un cosiddetto “Dino”, e l'appellativo di questa classe di motori Ferrari traeva origine dal nome del figlio di Enzo Ferrari, Dino, a cui è imputata la progettazione. 
Questo propulsore aveva una peculiarità: era un V6 che aveva l'angolo tra le due bancate di 65°. Fu ideato con questa caratteristica per contenere gli ingombri.
Il nome del modello era collegato al tipo di motore installato, “Dino”, ed alle sue caratteristiche. La sigla numerica richiamava infatti la cilindrata del propulsore, che era circa di 2,0 L, ed il numero di cilindri, che erano 6 disposti a V.
La “Dino 206 SP” ispirerà un modello che sarà costruito l'anno seguente dalla Ferrari, la Dino 206 S.

## Le competizioni
Questo modello fu studiato per prendere parte al Campionato Europeo Montagna, e per questo motivo fu realizzato con un peso piuttosto basso e con un motore relativamente potente.
Durante l'edizione del 1965 di questa competizione, il modello trionfò in quattro gare guidato da Ludovico Scarfiotti, consentendo di conquistare la vittoria assoluta nella categoria Sport.

## Caratteristiche tecniche
Il motore era un V6 a 65° posteriore e longitudinale. L'alesaggio e la corsa erano rispettivamente di 86 mm e 57 mm, che portavano la cilindrata totale a 1986,60 cm³. Il rapporto di compressione era di 11:1. La potenza massima erogata dal propulsore era di 218 CV a 9000 giri al minuto.
La distribuzione era formata da un doppio albero a camme in testa che comandava due valvole per cilindro. L'alimentazione era assicurata da tre carburatori di marca Weber e modello 40 DCN/2. L'accensione era doppia ed il relativo impianto comprendeva due spinterogeni. La lubrificazione era a carter secco. La frizione era bidisco.
Le sospensioni erano indipendenti, con quadrilateri trasversali, molle elicoidali, ammortizzatori telescopici e barra stabilizzatrice. I freni erano a disco, mentre la trasmissione era formata da un cambio a cinque rapporti più la retromarcia. Lo sterzo era a pignone e cremagliera.
Il telaio era tubolare in acciaio, mentre la carrozzeria era barchetta a due posti.